# Arrondissement de Bad Dürkheim
 (mars 2025).
Si vous disposez d'ouvrages ou d'articles de référence ou si vous connaissez des sites web de qualité traitant du thème abordé ici, merci de compléter l'article en donnant les références utiles à sa vérifiabilité et en les liant à la section « Notes et références ».
L'arrondissement de Bad Dürkheim est un arrondissement  ("Landkreis" en allemand) de Rhénanie-Palatinat  (Allemagne).
Son chef-lieu est Bad Dürkheim.
Au 31 décembre 2022, sa population est de 134 546 habitants.

## Villes, communes et communautés d'administration
(nombre d'habitants au 31 décembre 2008)

### Villes
- Bad Dürkheim (chef-lieu) (18 790)

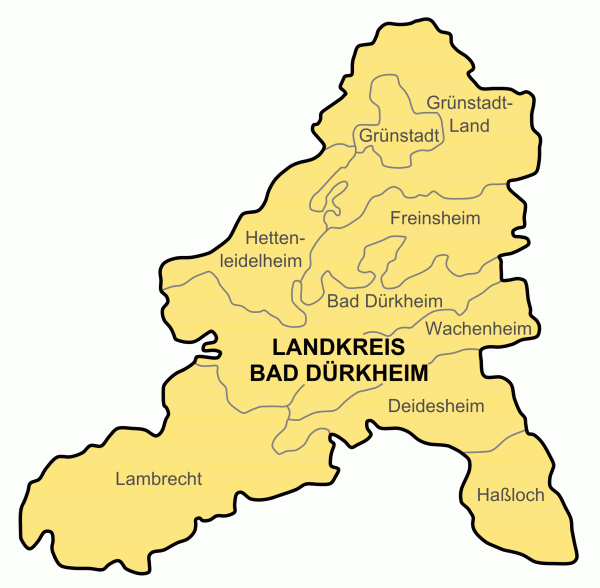
L'arrondissement de Bad Dürkheim

- Grünstadt (13 189)
- Haßloch (20 486)

### Parcs
- Kurpfalz-Park (Wachenheim)
- Holiday Park (Haßloch)

### Communes fusionnées de Rhénanie-Palatinat(Verbandsgemeinden)
Les Verbandsgemeinden par arrondissement avec leurs territoires communaux + entre parenthèses les habitants en 2006.
| Chef-lieu de la Verbandsgemeinde * | | |
| - 1. Commune fusionnée de Deidesheim 1. Deidesheim, Stadt * (3 735) 2. Forst an der Weinstraße (839) 3. Meckenheim (3 362) 4. Niederkirchen bei Deidesheim (2 377) 5. Ruppertsberg (1 436) - 2. Commune fusionnée de Freinsheim 1. Bobenheim am Berg (827) 2. Dackenheim (446) 3. Erpolzheim (1 330) 4. Freinsheim, Stadt * (4 948) 5. Herxheim am Berg (710) 6. Kallstadt (1 209) 7. Weisenheim am Berg (1 648) 8. Weisenheim am Sand (4 391) | - 3. Commune fusionnée de Grünstadt-Land [Sitz: Grünstadt] 1. Battenberg (Pfalz) (395) 2. Bissersheim (429) 3. Bockenheim an der Weinstraße (2 217) 4. Dirmstein (3 004) 5. Ebertsheim (1 311) 6. Gerolsheim (1 680) 7. Großkarlbach (1 135) 8. Kindenheim (1 047) 9. Kirchheim an der Weinstraße (1742) 10. Kleinkarlbach (922) 11. Laumersheim (856) 12. Mertesheim (396) 13. Neuleiningen (863) 14. Obersülzen (612) 15. Obrigheim (Pfalz) (2 766) 16. Quirnheim (734) | - 4. Commune fusionnée de Hettenleidelheim 1. Altleiningen (1 860) 2. Carlsberg (3 556) 3. Hettenleidelheim * (3 067) 4. Tiefenthal (845) 5. Wattenheim (1 631) - 5. Commune fusionnée de Lambrecht 1. Elmstein (2 646) 2. Esthal (1 508) 3. Frankeneck (844) 4. Lambrecht (Pfalz), Stadt * (3 891) 5. Lindenberg (1 146) 6. Neidenfels (911) 7. Weidenthal (1 909) - 6. Commune fusionnée de Wachenheim 1. Ellerstadt (2 232) 2. Friedelsheim (1 485) 3. Gönnheim (1 514) 4. Wachenheim an der Weinstraße, Stadt * (4 699) |